# Birgitte Christine Huitfeldt
Birgitte Christine Huitfeldt (født Kaas, 2. oktober 1682 på Elingård i Onsø Sogn, død 14. august 1761 sammesteds) var en dansk-norsk salmedigterinde.
Hun var datter af stiftamtmand i Trondhjem Hans Kaas og Sophie Amalie Bielke. 3. november 1713 blev hun på Wedellsborg på Fyn gift med generalløjtnant Henrik Jørgen Huitfeldt. Efter forældrenes død skal hun i nogen tid have været i huset hos grevinde Charlotte Helene von Schindel, kong Frederik IV's elskerinde. Carl Deichman omtaler hende som «et kløgtigt Hoved, munter og beleven» med en «naturlig Gave til Poesi», og hvis «fleste Kompositioner bestod i artige Sangviser eller Arier og andre kløgtige Indfald». Dette hendes tidligere, utrykte forfatterskab gik næsten alt tabt ved Elingårds brand 1746, men hvad der har bevaret hendes navn til nutiden, er hendes salmedigtning, der skal være foranlediget af markgrevinde Sophie Christiane af Brandenburg-Kulmbach, kong Christian VI's svigermoder, der under kongerejsen i Norge 1733 opfordrede hende til at anvende sin poetiske gave til gudeligt brug. Hun udgav nu anonymt 1734 Nogle aandelige Salmer, oversat fra tysk. Samlingen omfatter 28 salmer, af hvilke 7 findes i den Landstadske Salmebog. De nyder ikke endnu altid anerkendelse, men har senere vakt fornyet opmærksomhed. Efter sin død har fru Huitfeldt givet sagnet meget at bestille, idet bl.a. en hel række vandresagn er blevet knyttet til hendes navn.